# Bofors Nobelkrut
Uppslagsordet "Nobelkrut" leder hit. Det kan även syfta på ballistit.

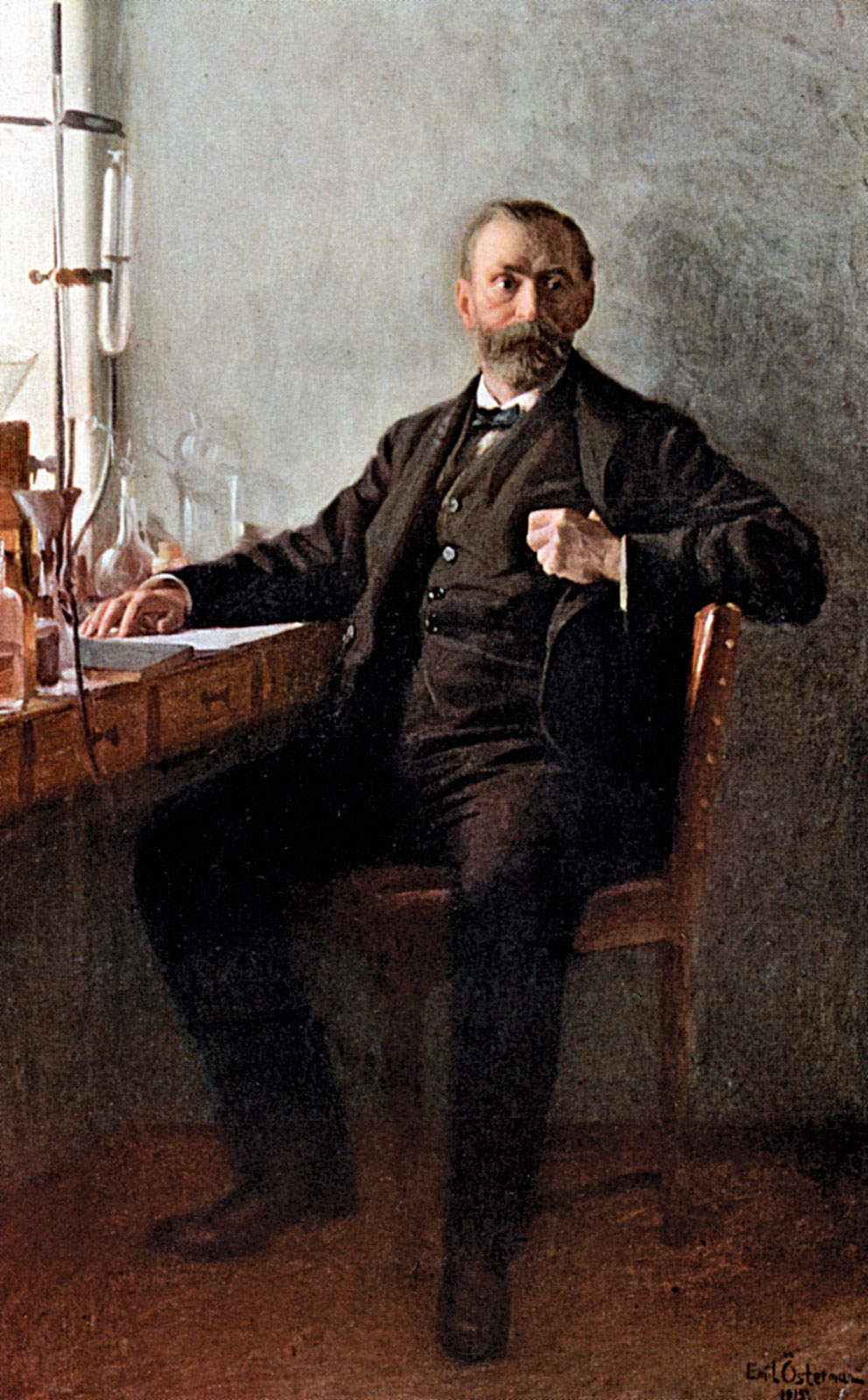
Alfred Nobel i sitt laboratorium i Björkborn. Målning av Emil Österman efter ett foto.

Bofors Nobelkrut var ett dotterbolag till Bofors verksamt inom framställning av krut, sprängämnen och senare andra kemiska produkter inklusive läkemedel. Företaget grundades 1898 och var beläget vid Björkborn norr om Karlskoga. Explosivämnesverksamheten ingår idag i Eurenco medan finkemikalieverksamheten ingår i Cambrex.

## Alfred Nobel och nobelkrutet

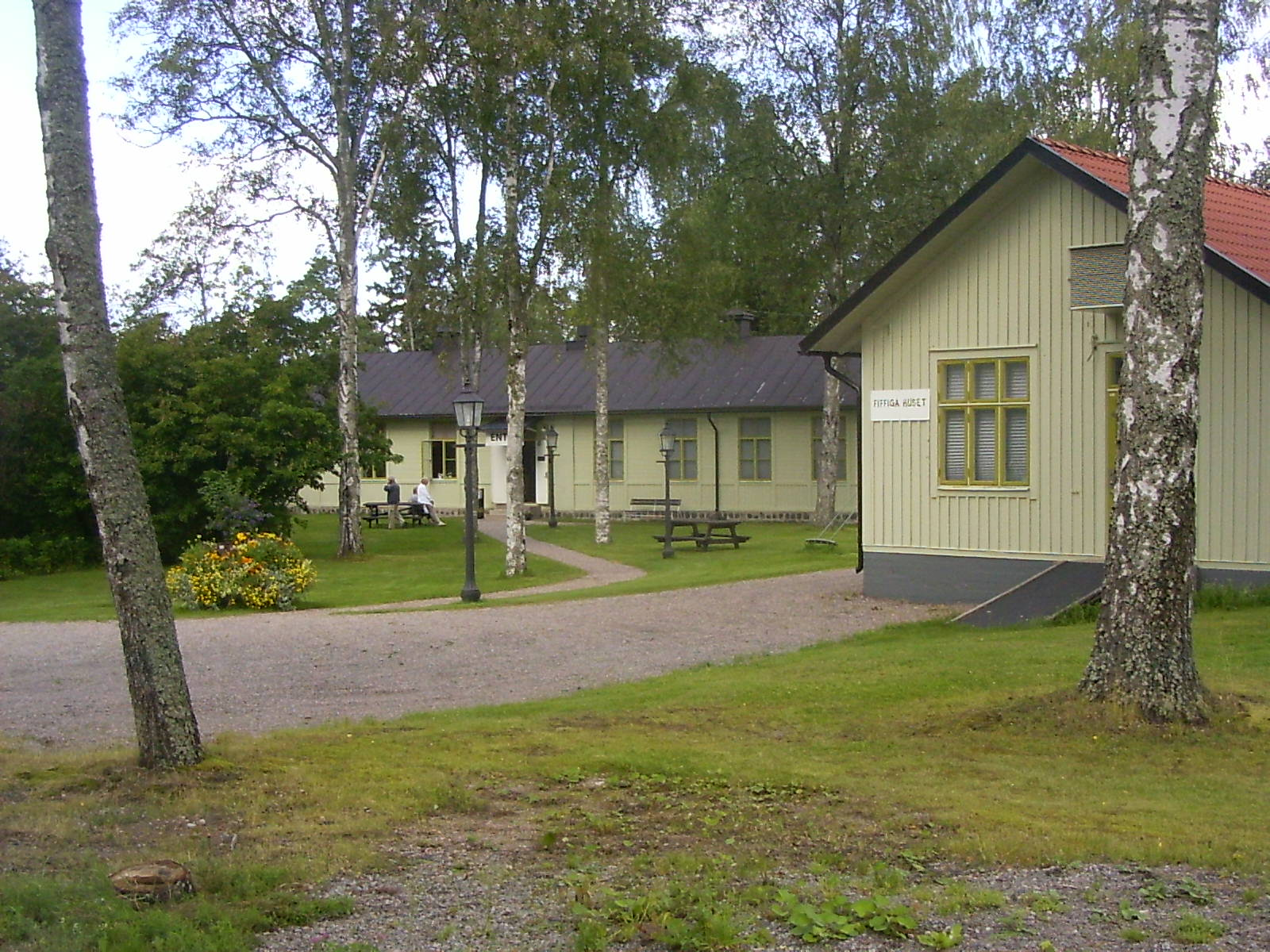
Laboratoriebyggnaden

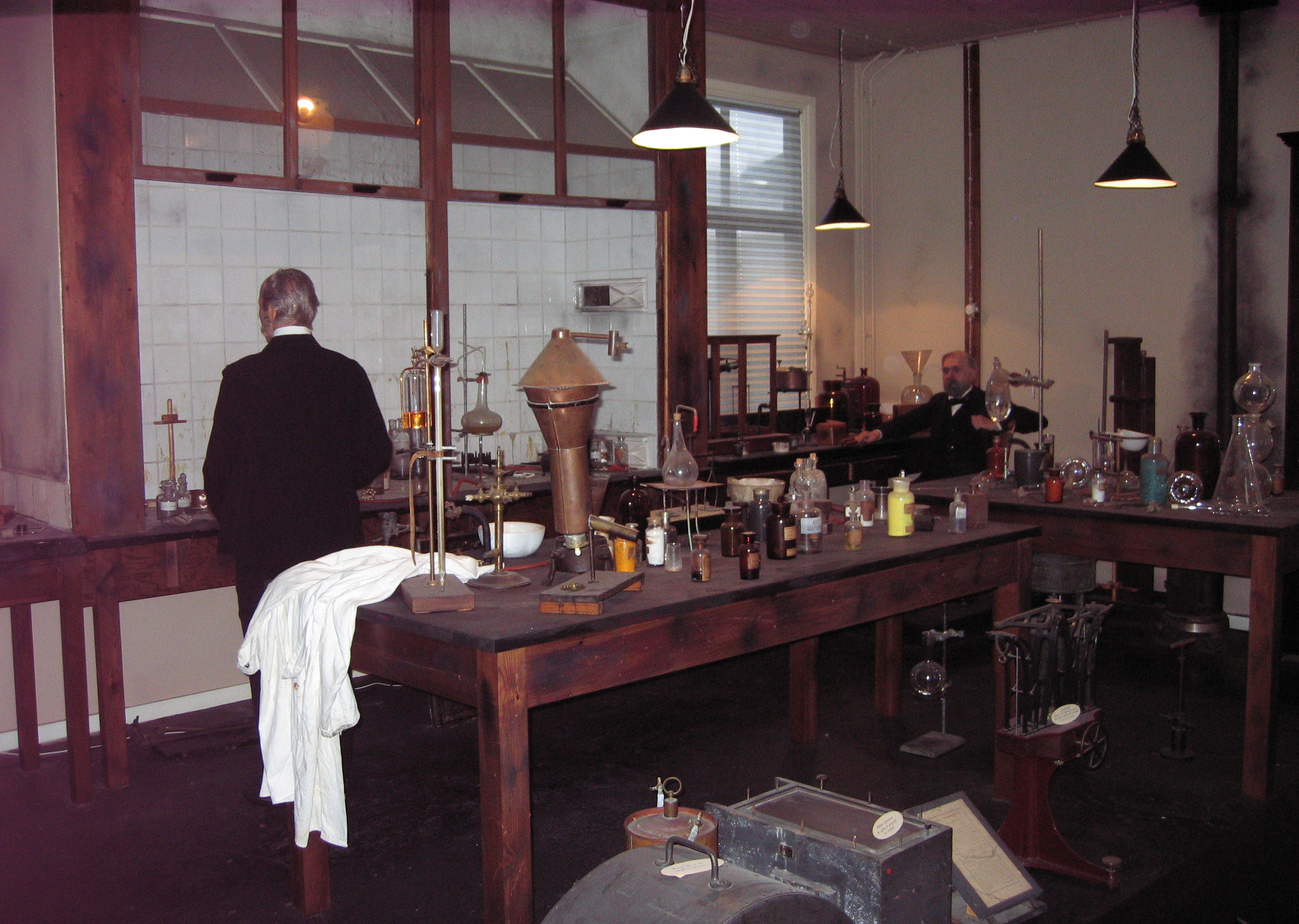
Interiör från Nobels laboratorium återskapat som museum.

Alfred Nobel, vars största intäkter kom från dynamit, hade 1887 och 1888 också tagit ut patent på röksvagt krut lämpligt för militära ändamål. Krutet kallades Ballistit eller "Nobelkrut", var ett dubbelbaskrut baserat på nitrocellulosa och nitroglycerin, och framställdes från 1890 i en särskild fabriksbyggnad uppförd 1889 vid Nobels fabrik i Vinterviken i Stockholm.
Nobel köpte 1894 aktiemajoriteten i AB Bofors-Gullspång, som var ett av Sveriges ledande stålföretag och som relativt nyligen hade expanderat med kanontillverkning sedan man 1884 hade invigt en kanonverkstad. I köpet ingick Björkborns herrgård som Nobel använde som privatbostad. Nobel ville också expandera företaget ytterligare, och 1894 beslöts att uppföra ett kemiskt försökslaboratorium i Björkborn, i närheten av herrgården. Laboratoriet stod färdigt 1895, och Ragnar Sohlman fick ansvar för verksamheten.
Nobel önskade 1896 börja producera krut i större skala i Björkborn, men lyckades inte få Nitroglycerin Aktiebolaget att avstå från rättigheterna till hans patent.

## Skapandet av företaget
Nobel avled 10 december 1896 och testamentesexekutorn Ragnar Sohlman lyckades våren 1898 lösa frågan om rättigheterna till Ballistiten. Aktiebolaget Bofors Nobelkrut bildades detta år, för att exploatera Nobels kemiska patent, och fick som ägare AB Bofors-Gullspång (80 aktier + en aktie till verkställande direktören), Nitroglycerin AB (80 aktier + en aktie till styrelseordföranden) och Alfred Nobels dödsbo (18 aktier). Denna åtgärd sammanföll med att Nobels dödsbo sålde aktierna i Bofors-Gullspång till ett konsortium finansierat av Skandinaviska Kreditaktiebolaget och där företagets tidigare disponent Jonas Kjellberg ingick. Under hösten 1898 sålde Nobels dödsbo åtta ytterligare aktier i AB Bofors Nobelkrut till AB Bofors-Gullspång som därmed blev huvudägare.
Produktionen av Ballistit/"Nobelkrut" kunde därför 1898 överföras från Vinterviken till Karlskoga och det nya företaget.

## Verksamheten fram till 1918

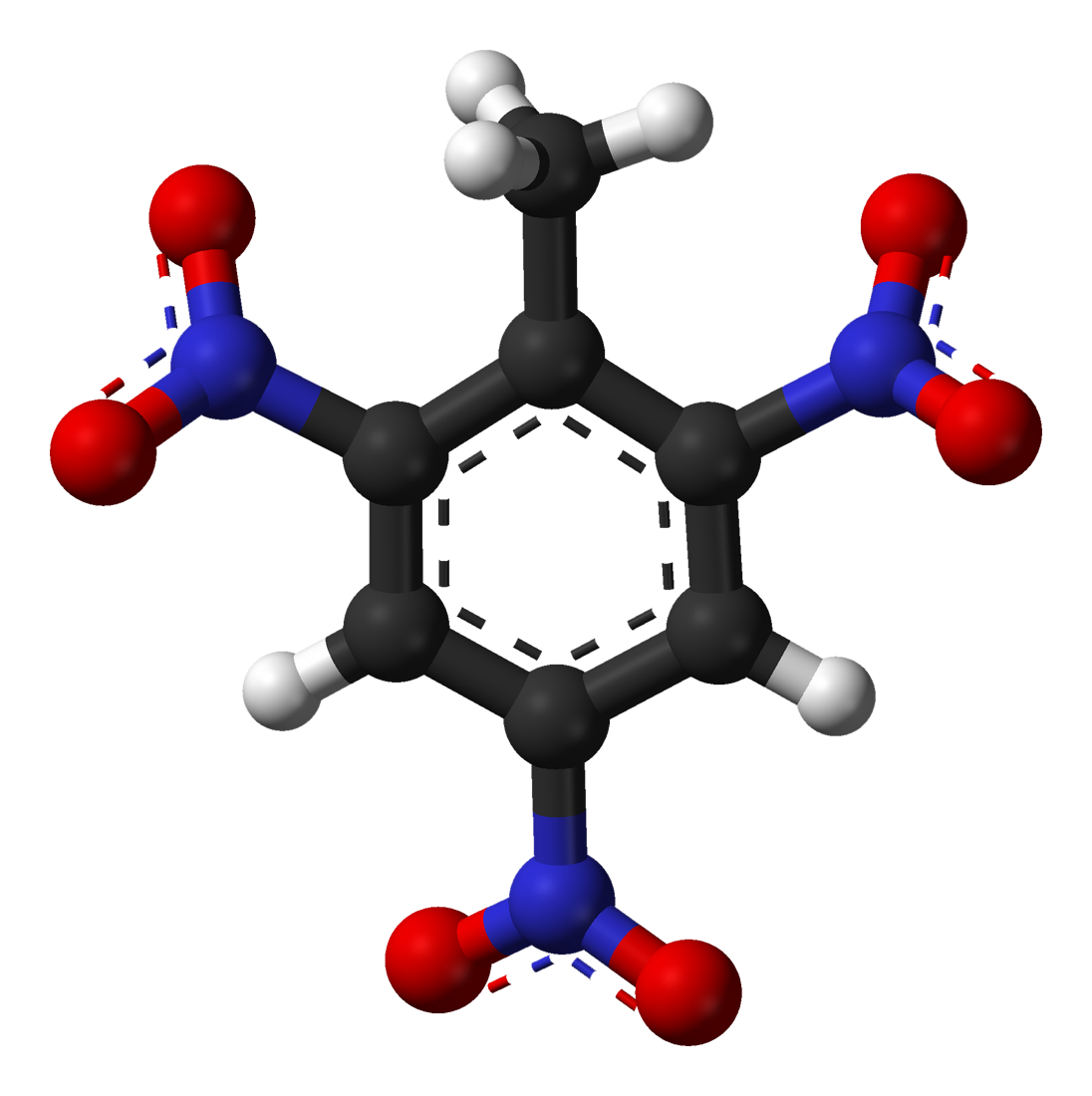
Molekylstrukturen för trotyl, som tillverkades från 1910-talet

Den inledande verksamheten runt 1900 var framför allt inriktad på förbättring av dubbelbaskruten, bland annat för att se till att de skulle orsaka mindre förslitning av eldrören än vad som då var fallen. En konkurrens med äldre kruttyper förekom fortfarande. Bofors Nobelkrut hade försökt intressera svenska försvaret för att förse dess nya mausergevär m/96 med ammunition med dubbelbaskrut, men misslyckats. Den statliga tillverkaren Åkers krutbruk tillverkade allt från 1901 istället ammunition till m/96 baserad på singelbaskrut (nitrocellulosakrut) baserat på teknik från ett danskt krutbruk.

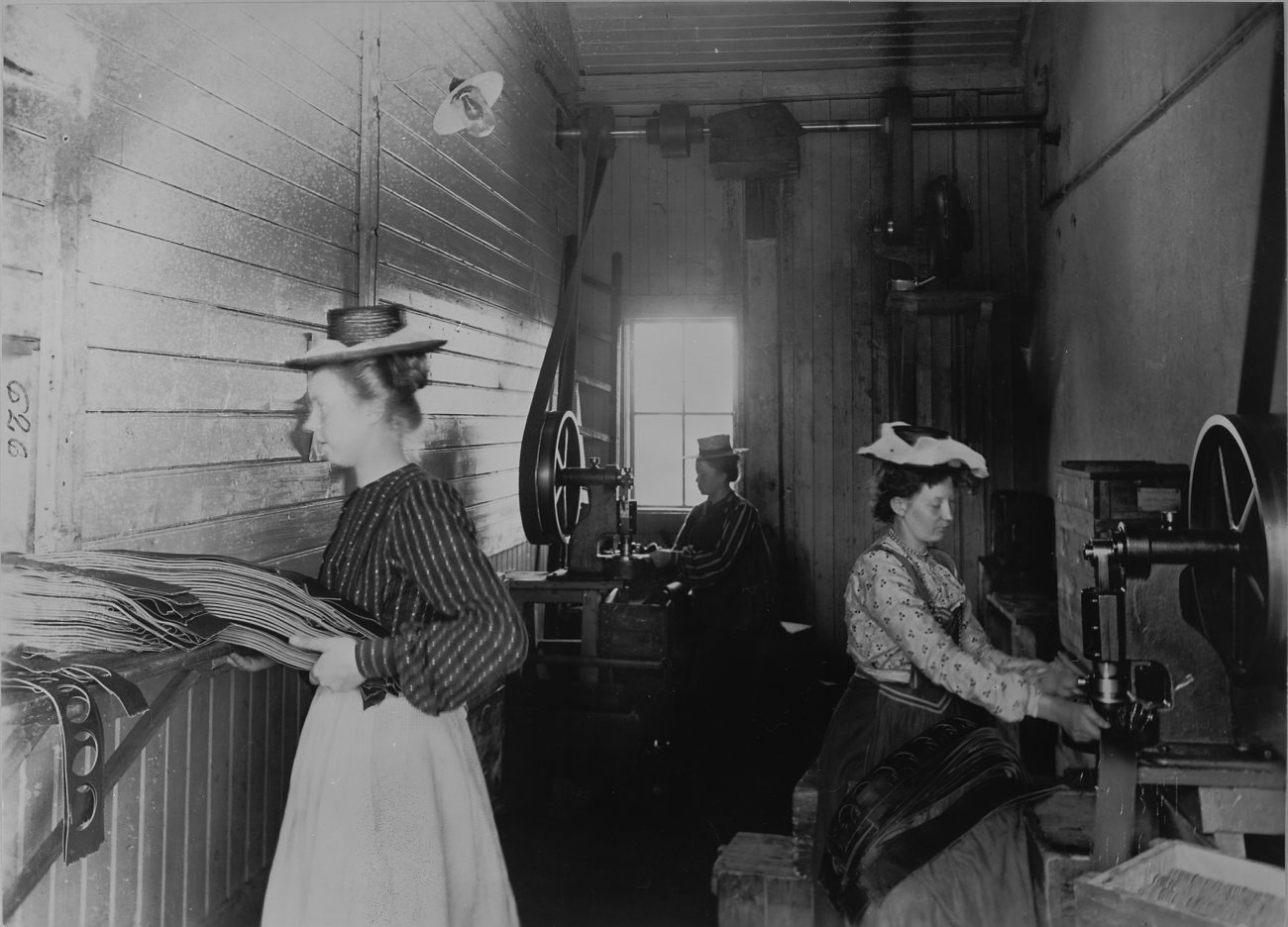
Tillverkning av ballistit.

Redan 1903 inleddes de första försöken med sprängämnen - som exploderar i ordets egentliga mening, medan krut brinner fort - i form av pikrinsyra. Dessa försök var inte framgångsrika och ledde även till olyckor och man fick snart klart för sig att erfarenheten i andra europeiska länder också visade på hur svårhanterlig pikrinsyran var. Valet föll istället på trotyl, och 1908 slöts ett avtal med det tyska företaget Carbonit om import av trotyl, samt utnyttjande av Carbonits metoder för att gjuta och pressa laddningar i spränggranater. Företaget bedrev också verksamhet för att ta fram tändrör baserat på Nobels uppfinningar. 1909 kunde företaget för första gången leverera komplett egenframställd ammunition, innefattande drivladdning (baserade på krut), granater (baserade på trotyl) och tändrör.
Några år senare, när första världskriget närmade sig, var det inte längre möjligt att köpa trotyl från Tyskland. Istället byggdes en egen trotylfabrik upp i Björkborn, och Bofors Nobelkrut fick hjälp av Carbonit med detta. Mot bakgrund av de ökade behoven under kriget byggdes även krutfabriken ut. 1915 var kapaciteten 700-800 kg trotyl per dygn och 1000-1500 kg krut per dygn. Detta var dock otillräckligt för svenska försvarets behov, och regeringen övervägde att bygga upp en statlig ammunitionsfabrik nära Skillingaryd som komplement. Istället lyckades Bofors 1917 få till ett avtal med regeringen om att utöka kapaciteten i Björkborn, och undvek på så sätt att en ny inhemsk konkurrent byggdes upp.
Den kemiska nyckelteknologin i krut- och explosivämnestillverkningen var nitrering, som använder sig av salpetersyra. De flesta senare produkter från företaget baserade sig också på nitrering i åtminstone något syntessteg och i flera fall på aromatiska föreningar.

## 1919-1938
Under mellankrigstiden fortsatte Bofors Nobelkrut att tillgodogöra sig ny teknik på krut- och sprängämnesområdena. Samtidigt försökte man med blandad framgång att ägna sig åt produktion av olika civila kemiska produkter för att dra nytta av företagets kompetens och produktionskapacietet sedan den militära efterfrågan minskat.
1921 fick företaget tillgång till teknik från det tyska företaget Köln-Rottweil för framställning av progressivt krut. Produktion av pentyl inleddes 1928 och i mitten av 1930-talet inleddes produktion av hexogen, inledningsvis för användning i detonatorer snarare än som huvudsprängämne i ammunition. 1937 inleddes produktion av nitroglycerin i Björkborn, och företaget gjorde sig därmed oberoende av de tidigare leveranserna från Nitroglycerinaktiebolaget i Gyttorp.

## 1939-1945
Inför och under andra världskriget ökades produktionen kraftigt för att svara upp mot de stora inhemska behoven i samband med den kraftiga expansionen av Sveriges försvar.

### Explosionen 1940
17 december 1940 inträffade den allvarligaste olyckan i företagets historia, och tillika en av de värsta industribranderna i Sveriges historia. Den började med en brand i trotylgjuteriet, som var inrymt i en äldre träbyggnad. Företagets egen industribrandkår tillkallades, men branden följdes av våldsamma explosioner som bland annat bestod av granater som successivt exploderade. De flesta som befann sig på och nära området flydde, men elva personer omkom, huvudsakligen personal i den egna industribrandkåren. Olyckan orsakade enorm förstörelse på fabriksområdet. Återuppbyggnaden skedde efter säkerhetsprinciper som innebar att byggnaderna på området spreds ut betydligt mer. På grund av sprängämnes- och ammunitionstillverkningens stora betydelse forcerades arbetet och inleddes redan under den hårda vintern 1940-1941. I september 1941 var produktionen uppe på samma nivå som före olyckan.
29 april 1941 inträffade en gasexplosion i ett av den nya trotylfabrikens hus i Björkborn. Tre arbetare som befann sig i knådhuset dödades.
Även produktion av läkemedelskemikalier inledde under andra världskriget. Den första kompletta läkemedelssubstansen från företaget framställdes 1941.

## 1946-1983
Efter andra världskriget genomfördes åter en satsning på civila kemiska produkter. Dessa var framför allt baserade på de kemiska processerna nitrering och oxidation som också ingick i sprängämnesproduktion. Under 1960-talet utvecklades en kontinuerlig metod för oxidation med hjälp av salpetersyra. Kompletta läkemedel tillverkades 1954 till 1980. Bland övriga produkter fanns läkemedelsråvaror, råvaror till röntgenkontrastmedel, färgämnen och andra finkemikalier. Några år senare tillkom polymerer bland produkterna.
Strax efter kriget började man också producera en ny generation sprängämnen. En ny hexogenfabrik tillkom i slutet av 1940-talet, och produktion av hexotol och hexotonal. Man lyckades successivt öka andelen hexogen som var möjlig i olika hexotolblandningar från 50% upp till 75% när en ny hexogenfabrik ersatte en gammal som förstörts i en olycka 1977. Man uppfann också ett sätt att komma till rätta med risken för bildning av så kallad bottenspalt (ett problem som fick uppmärksamhet efter en skjutolycka 1969), genom att blanda in en andel hexanitrostilben i trotyl- och hexotolladdade granater, och på så sätt undvika att stora sprickor kunde bildas inuti granaterna.

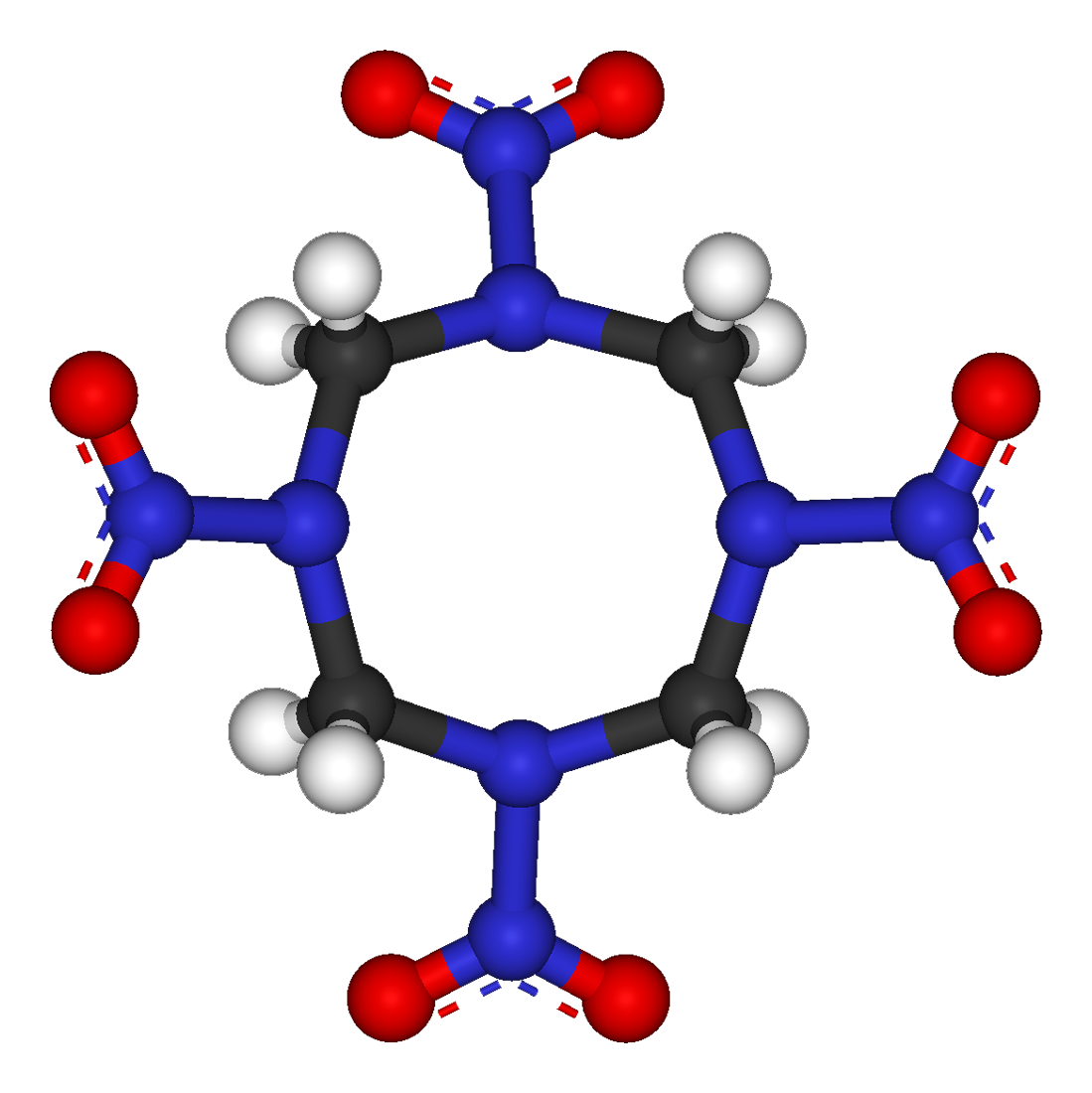
Molkeylstruktur för oktogen, som tillverkades från 1984

Oktogen började användas i Bofors produkter i början av 1970-talet, inledningsvis med inköpt oktol. 9 cm spårljusspränggranat till Infanterikanonvagn 91 var den första tillämpningen, där en oktolblandning 70/30 användes. 1984 inleddes egen framställning av oktogen. Från denna tidsperiod har oktol och oktonal varit standard i ammunitionen till flera vapensystem från Bofors, bland annat 40 mm kanoner, 57 mm kanoner, Robot 56, Robot 70 och Robot 90.

## Ändrad företagsstruktur från 1984
1984 bildades Nobel Industrier genom att Bofors köpte KemaNobel, och därefter följde ytterligare företagsaffärer i rask följd. I den nya koncernen fördes Bofors Nobelkruts civila verksamhet över i andra företag inom koncernen, medan explosivämnesverksamheten inledningsvis fortsatte att höra ihop med Bofors. 1990 delades de civila och militära delarna av koncernen upp. 1991 såldes Bofors och kom att ingå i Celsiuskoncernen, medan den civila verksamheten 1993 såldes till nederländska Akzo som 1994 bildade Akzo Nobel.
Bofors tidigare explosivämnesverksamhet kom under en period att ingå i svensk-finska Nexplo och från 2004 i Eurenco i form av dotterbolaget Eurenco Bofors.
Den civila finkemikalieverksamheten hette under en period Nobel Chemicals AB, såldes 1994 av Akzo Nobel till Cambrex som 1996 först bytte namn på företaget till Nordic Synthesis AB, och därefter till Cambrex Karlskoga AB.

## Nyutveckling från 1990-talet
Bland de nyutvecklingar som skedde under 1990-talet, efter dessa företagsförändringar, fanns bland annat lågkänsliga sprängämnen. Dessa utgjordes dels av PBX-typ, vilket innebar hexogen eller oktogen bundet i matris av plast och dels så kallat LOVA-krut som består av en hög andel hexogen i ett bindemedel som endera är intert eller själv energetiskt. Tillverkningsprocessen för LOVA-krutet patenterades. PBX har använts i 40 mm och 57 mm kanonammunition, samt i pansarspränggranater till 84 mm granatgevär. LOVA-krut har använts bland annat i ammunition till 40 mm-kanonen i Stridsfordon 90 och i ammunition till svenska kustkorvetter.

## Verkställande direktörer
- 1898-1919: Ragnar Sohlman (disponent)
- 1920-1936: Clas Herlin (disponent)

- 199?-200?: Lennart Johansson